# 1984 en philosophie
Chronologie de la philosophie
- 1980
- 1981
- 1982
- 1983
- 1984
- 1985
- 1986
- 1987
- 1988

L’année 1984 a été marquée, en philosophie, par les événements suivants :

## Publications

### Rééditions
- Scipion Dupleix :  Cours de philosophie, contenant la logique, l’éthique, la physique et la métaphysique, Genève, 1627-1636.Réimpression éditée par Roger Ariew : La logique, Paris, 1984 ; La physique, Paris, 1990 ; La métaphysique, Paris, 1992 ; L’éthique, Paris, 1993. C’est le premier ouvrage de ce genre jamais rédigé en français ; il a été composé pour le prince, son élève.

### Traductions
- Jean Batiste Porta, IX livres des distillations, traduit du latin par Lucy Fortunati avec la collaboration de Sylvain Matton, Paris: J.-C. Bailly éditeur, 1984, 174 pp.
- Jakob Böhme :  Le Livre des sacrements, trad. par Daniel Renaud, L'Âge d'homme, Lausanne, 1984.